# Митрофановка (Верхнехавский район)
Митрофановка — посёлок в Верхнехавском районе Воронежской области.
Входит в состав Александровского сельского поселения.

## География

### Улицы
- ул. Победы,
- ул. Садовая.

## Население
| 2000 | 2005 | 2010 |
| ---- | ---- | ---- |
| 83   | ↗95  | ↘53  |